# Alfonso Rojo de la Vega
Alfonso Rojo de la Vega (3 de septiembre de 1895 – 11 de mayo de 1967) fue un profesor de educación física y entrenador mexicano.
Nació el 3 de septiembre de 1895 en Culiacán, Sinaloa, donde vivió hasta que su familia se mudó a la Ciudad de México, donde estudió en la Escuela Elemental de Educación Física, ganando gusto por el baloncesto, fútbol, natación y atletismo. A su regreso, fue maestro de la  Escuela Nacional Preparatoria.

## Baloncesto
En 1923 logra el 3.er. lugar de baloncesto del IV Campeonato Nacional Interclubes con la UNAM, además de ser designado secretario de la Sociedad Olímpica Mexicana. En los Juegos Olímpicos de 1936 consigue llevar a la selección mexicana de baloncesto a la medalla de bronce.
En 1924, 1925 y 1926 conquistó el tricampeonato de la Liga Mayor de Baloncesto con el equipo de Cooperación. Equipo con el que creó la base de la selección mexicana de baloncesto, que jugó por primera vez ante Cuba y con el que logró ganar la primera medalla de oro en los Juegos Centroamericanos realizados en México.
En 1933 y 1936 consigue ser campeón de la Liga Mayor con el equipo de Mascarones y en 1938 logra nuevamente la medalla de oro en los Juegos Centroamericanos. Fue director de la Escuela Normal de Educación Física del 28 de enero de 1939 al 30 de diciembre de 1940. Finalmente, en 1941 logra su último campeonato con el equipo de Marina Scop, muriendo el 11 de mayo de 1967.

## Fútbol
Dirigió a la selección mexicana en los Juegos Olímpicos de 1928 y durante la Copa Mundial de Fútbol de 1930 asistió como preparador físico.

### Participaciones en Juegos Olímpicos
| Copa                     | Sede      | Resultado        |
| ------------------------ | --------- | ---------------- |
| Juegos Olímpicos de 1928 | Ámsterdam | Octavos de final |